# I Don't Wanna Go on with You Like That
"I Don't Wanna Go on with You Like That" er en sang af den britiske sanger Elton John fra albummet Reg Strikes Back (1988).
Sangen blev udgivet som albummets første single i 1988 og blev skrevet af Elton John og Bernie Taupin. I Storbritannien nåede sangen nummer 30 på UK Singles Chart og i USA nummer to på Billboard Hot 100 i auguste 1988. Sangen nåede førstepladsen på den kanadiske hitliste og den amerikanske adult contemporary-hitliste.

## Formater og sporliste
7" single
1. "I Don't Wanna Go on with You Like That" – 4:32
2. "Rope Around a Fool" — 3:46

12" maxi
1. "I Don't Wanna Go on with You Like That" (Shep Pettibone 12" Mix) – 7:20
2. "I Don't Wanna Go on with You Like That" – 4:32
3. "Rope Around a Fool" — 3:46

CD maxi
1. "I Don't Wanna Go on with You Like That" – 4:33
2. "Rope Around a Fool" – 3:49
3. "I Don't Wanna Go on with You Like That" (Shep Pettibone 12" Mix) – 7:20

## Hitlister
| Hitliste (1988)                            | Placering |
| ------------------------------------------ | --------- |
| Australien (ARIA Charts)                   | 24        |
| Østrig (Ö3 Austria Top 40)                 | 6         |
| Canada (Canadian Singles Chart)            | 1         |
| Frankrig (SNEP)                            | 19        |
| Tyskland (Media Control Charts)            | 22        |
| Irland (Irish Singles Chart)               | 25        |
| Schweiz (Schweizer Hitparade)              | 10        |
| Storbritannien (UK Singles Chart)          | 30        |
| USA (Billboard Hot 100)                    | 2         |
| USA (Billboard Hot Adult Contemporary)     | 1         |
| USA (Billboard Hot Dance Club Play)        | 7         |
| USA (Billboard Hot Mainstream Rock Tracks) | 13        |